# Roger al IV-lea de Apulia
Roger al IV-lea (n. 1152–d. 1161), membru al dinastiei normande Hauteville, a fost Duce de Apulia și Calabria începând din 1154.
Roger era fiul întâi născut al regelui Guillaume I "cel Rău" al Siciliei cu soția sa, Margareta de Navarra. În scurta sa viață, el a fost în două rânduri obiectul intenției baronilor sicilieni de a-l înlocui pe tatăl său pe tronul regal. Momentul în care tatăl său l-a numit duce de Apulia nu este cunoscut, fiind totuși de presupus că acest lucru s-a petrecut după înscăunarea tatălui său din 1154.
În 1156, când avea vârsta de trei ani, baronii din regat s-au opus cancelarului Maio de Bari, gândindu-se să îl înlăture nu numai pe acesta, dar și pe regele Guillaume, pe care să îl înlocuiască cu nevârstnicul său fiu. Răsculații considerau că, odată tronul ocupat de un minor, ei ar fi fost liberi față de controlul regal. În 1161, după reușita asasinării lui Maio, baronii rebeli l-au făcut pe Roger să defileze pe străzile din Palermo, anunțând preluarea tronului de către acesta și anunțând apropiata sa încoronare în catedrala din Palermo. Totuși, populația a susținut ideea de a-l instala pe tron pe Simon, fostul principe de Taranto, ale cărui posesiuni și titluri fuseseră luate de către Guillaume I. Poporul s-a răsculat, iar palatul a fost luat cu asalt. În vâltoarea evenimentelor, tânărul Roger a fost ucis de către o săgeată rătăcită. O altă versiune a evenimentelor, propusă de cronicarul advers lui Guillaume, Falcandus, este aceea că Roger a murit în urma loviturilor aplicate de către propriul său tată.
Roger a fost îngropat în catedrală alături de fratele său, Henric, însă ulterior va fi mutat în capela Sfintei Maria Magdalena din Monreale.